# Al-Minufijja

Lokalizacja muhafazy

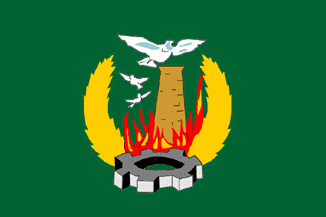
Flaga muhafazy

Al-Minufijja (arab. المنوفية) – prowincja gubernatorska (muhafaza) w Egipcie, w północnej części kraju, w Delcie Nilu. Zajmuje powierzchnię 2499,0 km². Stolicą administracyjną jest Szibin al-Kaum. Według spisu powszechnego w listopadzie 2006 roku populacja muhafazy liczyła 3 270 431 mieszkańców (gęstość zaludnienia: 1309 osób/1 km²), natomiast według szacunków 1 stycznia 2015 roku zamieszkiwały ją 3 941 293 osoby  (gęstość zaludnienia: 1577 osób/1 km²).